# Wiel Kusters

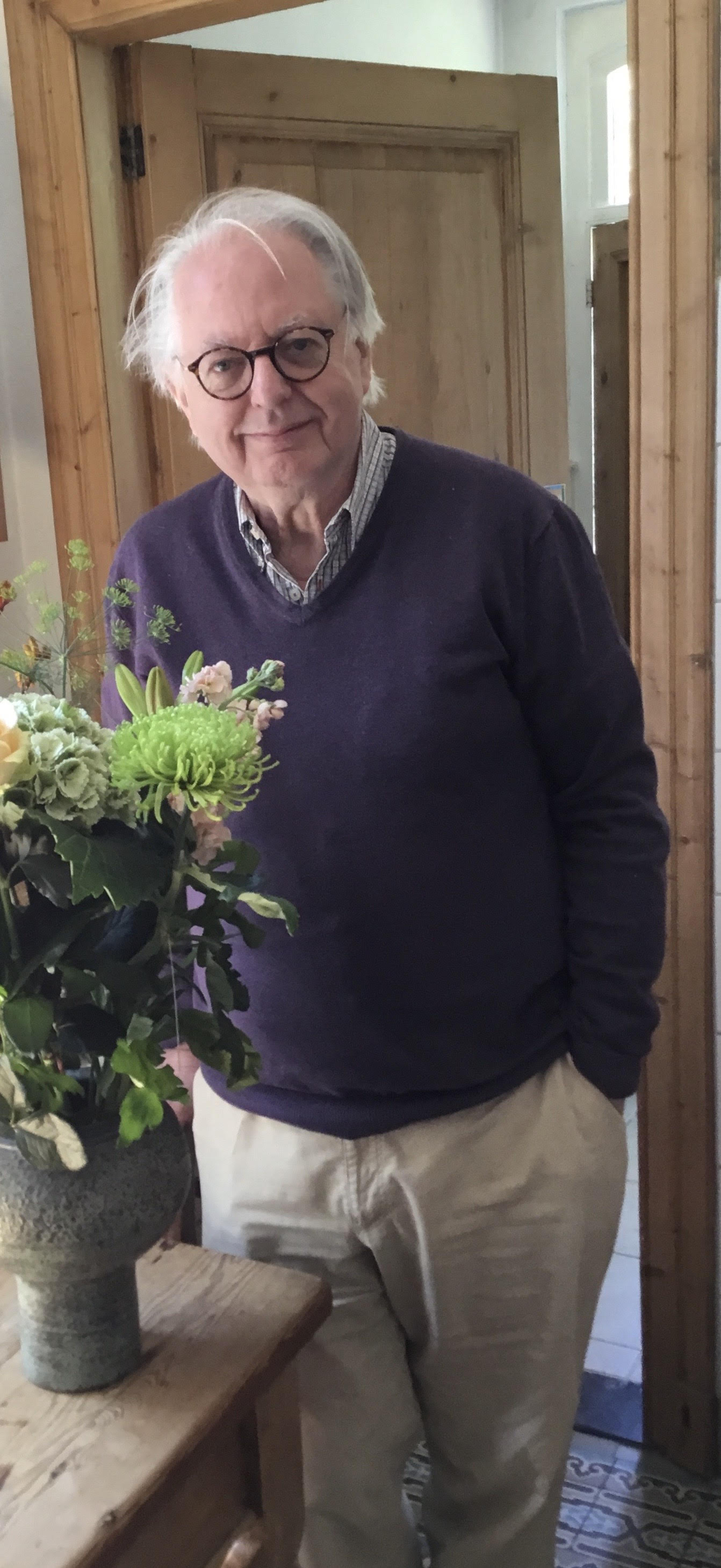
Wiel Kusters

Wiel Kusters (* 1. Juni 1947 in Spekholzerheide) ist ein niederländischer Dichter, Autor und Literaturwissenschaftler an der Universität Maastricht.

## Leben
Nach seiner Jugend, die er in Kerkrade verlebte, studierte er an der katholischen Universität in Nijmegen Niederländisch und Literaturwissenschaften. Er war Sohn eines katholischen Bergarbeiters aus Kerkrade, der auch in Kusters Dichtung eine gewisse Rolle spielt (Beispiel: Een oor aan de grond, 1978).
Nachdem er nach dem Studium zunächst als Lehrer tätig gewesen war, arbeitete Kusters bald auch in Radioprogrammen mit. Beinahe zehn Jahre lang arbeitete er als Literaturkritiker für die niederländische Tageszeitung NRC. Außerdem war er zeitweilig Mitherausgeber des Gids. Darüber hinaus arbeitet er seit 1988 als Autor für eine niederländische Tageszeitung (De Volkskrant).
1986 promovierte er in Utrecht mit einer Arbeit über den niederländischen Dichter Gerrit Kouwenaar zum Doktor. Seit 1989 ist er als Literaturwissenschaftler und Dozent an der Universität Maastricht tätig.
Kusters beschäftigte sich stets besonders mit der limburgischen Literatur. So wirkt er unter anderem als Vorsitzender der Zuidelijke Afdeling van de Maatschappij der Nederlandse Letterkunde mit Sitz in Maastricht. Er zeichnet aber auch für einige Buchübersetzungen verantwortlich.

## Bibliographie
Im Folgenden werden die Arbeiten von Wiel Kusters aufgeführt. Neben diesen veröffentlichte er auch diverse Aufsätze und Artikel in den bereits genannten niederländischen Zeitungen und Zeitschriften.

### Poesie/Lyrik
- Almachtige huur (1974)
- Een oor aan de grond (1978)
- De gang gevolgd door Carbone notate (1979)
- De gang (1980)
- Sirenas. Spaanse souvenirs (1980)
- Het mijnmuseum (1981)
- Hoofden (1981)
- Ballade van de stoker (1982)
- Ballade van de palfrenier (1982)
- Kwelrijm (1983)
- Een bezoek aan de leermijn (1984)
- Het leven op stoomschepen (1986)
- Je wimpers zo lang. (Nach einer Vorlage des deutschen Dichters Georg Heym (1887–1912), der 1912 beim Schlittschuhlaufen auf der zugefrorenen Havel bei Berlin durchs Eis brach und ertrank.) (1986)
- Berlijn (1987)
- Drie nonsensverzen voor Nop (1988)
- Dagboek (1988)
- Oude brug (1988)
- De hoogtijd van Peter Yvon de Vries en Anneke Brassinga (1988)
- IJs en weder dienende (met anderen) (1988)
- Laatst (1989)
- Abecedarium (1989)
- Koninklijke sfinx (1989)
- Merelschedeltje (1989)
- Canto fermo (1990)
- Reliek (1990)
- Vier componisten op zoek naar een dichter (1991)
- Oase (1992)
- De scheepskist. Levensliedje voor Tonie (1996)
- Velerhande gedichten (1997)
- Een onbekende stem zingt (1997)
- Junikever (1997)
- Zegelboom. Gedichten en notities 1975–1989 (1998)
- Twee sonnetten (2000)
- Woongenot & Reisplezier (2001)
- Als kind moest ik een walvis eten (2002)
- Jan Hanlohof (bibliofiel, 85 ex.) (2002)
- In memoriam Guus Söttemann (2002)
- Zielverstand (2007)

### Kinderbücher und -geschichten
- Salamanders vangen (1985)
- Het veterdiploma (1987)
- Dagboek (1988)
- Een beroemde drummer (1994)
- Te veel hersens (2001)

### Prosa
- Een bezoek aan de leermijn (1984)
- Hendriadys (1988)
- Aangetekend - Test test test: twee verhalen (2000)
- De onweerzitting (2000)

### Theaterstücke
- Passio diaboli (Libretto nach einer Idee von Bernard van Beurden) (1992)
- Doa tuut 't. Monoloog voor stem en tuba (1998)
- Levend bewijs. Spel van Jezus' passie (2005)

### Sachliteratur
- Het mijnmuseum (1981)
- Heldin in broek (1982)
- Een tuin in het niks (Fünf Episoden über Gerrit Kouwenaar) (1983)
- De killer. Over poëzie en poëtica van Gerrit Kouwenaar (Examensschrift) (1985)
- Raad van Alfabet (1987)
- Dit lege hart - over J.C. Bloem (1987)
- De geheimen van wikke en dille. Aantekeningen over poëzie (1988)
- Vaak is in mij iets heidens aan het treuren. Wiel Kusters over cultuur, natuur, Pierre Kemp en Toon Hermans (1988)
- Monoloog in de bergen. Over Rutger Kopland (1988)
- Arenden, ketenen (1988)
- Het sneeuwde tot het niet meer sneeuwde (1988)
- De trap (1989)
- Pooltochten (1989)
- Kouwetenendokter. Over poëzoe, wetenschap, witte jassen en een sarcofaag (1991)
- Een hemd met paardjes. Over het werk van Geert van Beek (1990)
- Pierre Kemp, vroeg en laat (1991)
- Vier componisten op zoek naar een dichter (1991)
- Tegen de verstening, tegen het gruis. Enkele gedachten over cultuur (1993)
- Honingraten. Over de smaak van lezen (1994)
- Ik graaf, jij graaft. Aantekeningen over poëzie (1995)
- Bladeren en lezen in groot verstaan. Pierre Kemp in de wereld van het boek (mit Harry G.M. Prick) (1995)
- Poëzie als perfecte misdaad, toegelicht aan de hand van de zaak Kouwenaar (1995)
- Zegelboom 1975 - 1989 (1998)
- Versteende wouden - Mijnen en mijnwerkers in woord en beeld (mit Jos Perry) (1999)
- In en onder het dorp. Mijnwerkersleven in Limburg (2012)

## Ehrungen
Im Juni 2007 wurde Wiel Kusters mit der Ehrenmedaille der Provinz Limburg ausgezeichnet.